# 플로리아누스
플로리아누스(Marcus Annius Florianus Augustus, 생년 미상 ~ 276년)는 로마 제국의 40대 황제이다. 276년 7월부터 9월까지 재위하였으며, 전임 황제 타키투스의 이부동생이었다.
타키투스 황제가 군대의 반란으로 인해 276년 암살당하자, 플로리아누스는 그의 뒤를 이어 원로원의 승인을 받아 황제의 자리를 계승하였다. 하지만 곧 그는 프로부스가 일으킨 반란을 막아야 하는 중책을 떠맡아야만 했고, 이로 인해 군대를 이끌고 출정하였다. 프로부스는 이집트, 팔레스타인, 시리아 등의 세력을 장악한 채로 그 곳에서 플로리아누스의 군대를 맞이하였는데, 당시 플로리아누스의 군대는 무덥고 건조한 사막 기후에 익숙하지 못했고, 결국에는 무리한 작전과 군인들의 불만으로 인해 플로리아누스는 자신의 군대에 의해 암살당하고 만다.

## 역사
275년에, 아우렐리아누스 황제가 사망하자 타키투스가 그의 뒤를 이어 제위에 올랐다. 얼마 지나지 않아 타키투스는 플로리아누스를 자신의 근위대장으로 임명했고, 곧 그를 고트족의 침략을 막으라는 명분을 주어 판노니아 지방으로 원정을 보냈다. 하지만 타키투스 황제가 276년, 군대의 반란 계획의 일환으로 암살당하자, 플로리아누스는 원로원과 제국 서부 지방의 지지를 받으며 황제의 자리에 올랐다. 플로리아누스는 이후 고트 족과의 전쟁을 계속하며 혁혁한 성과를 올렸다. 하지만 곧 아우렐리아누스와 타키투스 황제 치하에서 큰 명성을 쌓았던 군사령관인 프로부스가 제국의 동방 지역에서 반란을 일으켰다는 소식을 듣게 된다. 프로부스는 이집트, 팔레스타인, 시리아 등의 지지를 기반으로 반란을 일으켰다.
당시 프로부스는 상대적으로 플로리아누스보다 불리한 위치에 있었다. 그를 지지하는 세력은 몇몇 되지 못했고, 제국 내 세력의 대부분은 플로리아누스를 적법한 황제로 인정하고 있던 상황이었다. 그러자 프로부스는, 그가 차지하고 있던 이집트에서 생산되는 농작물이 제국 내의 다른 지역으로 수출되는 것을 차단하여 플로리아누스를 곤경에 빠뜨리려 하였으며, 그의 군대를 킬리키아 지방으로 이끌어 그 곳에서 플로리아누스의 군대를 막으려 했다. 프로부스는 자신의 세력이 약한 것을 인지하고 있었고, 정면 대결 대신 게릴라 전술을 활용하여 플로리아누스의 군대를 공략하려 하였다. 한편 플로리아누스는 제국의 동방 지역으로 자신의 군대를 이끌어 도착했고, 소도시 타르수스에 자신의 진지를 차렸다. 하지만 그가 이끌고 온 군대는 대부분 서아시아의 덥고 건조한 기후에 적응하지 못한 자들이었고, 열병과 같은 질병에 시달리며 죽어나가기 시작했다. 이에 프로부스는 플로리아누스를 지지하는 도시들을 파괴하며 플로리아누스 군의 사기를 꺾으려 하였다. 그의 계략은 성공적이었고, 결국 플로리아누스는 자신의 군대에 대한 통제를 잃고 9월에 암살되고 만다.
결과적으로, 플로리아누스의 치세는 3달을 넘지 못하였다.

## 같이 보기
- 로마 황제 목록